# Barysomus
Barysomus is een geslacht van kevers uit de familie van de loopkevers (Carabidae). De wetenschappelijke naam van het geslacht is voor het eerst geldig gepubliceerd in 1829 door Dejean.

## Soorten
Het geslacht Barysomus omvat de volgende soorten:
- Barysomus argentinus Lutshnik, 1934
- Barysomus cayennensis Castelnau, 1832
- Barysomus cephalotes Erichson, 1848
- Barysomus hoepfneri Dejean, 1829
- Barysomus metallicus Reiche, 1843
- Barysomus punctatostriatus Emden, 1949